# سان لوئیس پوتوسی سیتی
سان لوئیس پوتوسی (به اسپانیایی: San Luis Potosí) از شهرهای کشور مکزیک است که در ایالت سان لوئیس پوتوسی قرار دارد و جمعیت آن طبق سرشماری سال ۲۰۱۰ میلادی ۶۸۵٬۹۳۴ نفر بوده است.